# ライ城
ライ城（ライじょう、英: Rye Castle）は、イングランドのイースト・サセックス（州）の町ライに位置し、イプラ・タワー（英: Ypres Tower）とも称される1249年に構築された要塞である。
この城塞はフランスによる頻繁な襲撃に対する防衛の1つとして、王ヘンリー3世が構築を望んだといわれる。その時代、沿岸部はイングランドと交戦していたフランスよる脅威に絶えずさらされていた。ライは、シンク・ポーツの港町の1つとして、特権を与えられる代わりにその構築を支援し、防御的構造物であるイプラ・タワーはこの補助により備えられた。

## ライ城博物館
- イプラ・タワーは、ライ城博物館 (Rye Castle Museum) の2か所の施設のうちの1つであり、塔内には、地域で創られた中世の陶磁器、ライの生活や歴史の情勢を多数描写する刺繍、中世の遺物、営みおよび地図などが展示される[1]。また、この構造物は、ヒストリック・イングランドによる文化遺産リスト (The Heritage List) に「イプラ・タワーとライの市防壁部」 (“Ypres Tower and part of Rye Town Wall”) としてグレード I に登録されている[3]。

- イースト・ストリート (East Street) には、かつて醸造所の瓶詰工場であった場所がライ城博物館の展示場としてある[4]。1999年に開館し[5]、地域の歴史博物館として、かつての消防車、海の後退による貿易の変化、海洋史と造船、アンティーク玩具やゲーム、絵画像など多くが展示されている[4]。